# Anomobryum filinerve
Anomobryum filinerve là một loài Rêu trong họ Bryaceae. Loài này được (Mitt.) Broth. mô tả khoa học đầu tiên năm 1903.